# Euplexaura media
Euplexaura media is een zachte koraalsoort uit de familie Plexauridae. De koraalsoort komt uit het geslacht Euplexaura. Euplexaura media werd in 1911 voor het eerst wetenschappelijk beschreven door Thomson. 